# Théophile Bonet
Théophile Bonet (Ginevra, 6 marzo 1620 – Ginevra, 29 marzo 1689) è stato un medico, anatomista e patologo svizzero.

## Biografia
Théophile Bonet nacque nel 1620 da una famiglia di medici immigrata a Ginevra nel XVI secolo. Si dice che la famiglia Bonet avesse origini italiane, con particolari riferimenti alla città di Roma. Il nonno di Théophile fu il primo medico di corte del duca di Savoia a Torino. Il padre, André Bonet, anche egli medico, fu costretto a rifugiarsi a Ginevra in seguito alla Controriforma e ammesso alla cittadinanza nel 1617. Dal suo secondo matrimonio ebbe due figli, Jean (1615-1688) e Théophile, entrambi divenuti medici. 
Théophile frequentò vari centri di studio per poi iscriversi all’Università di Bologna, dove si laureò nel 1643. Concluso l’iter di studi, tornò a casa per iniziare la sua carriera a soli ventitré anni.
Si stabilì come medico a Ginevra, forse appoggiandosi allo studio medico del padre, morto qualche tempo prima e ricordato per buona reputazione e abilità medica. Dopo aver guadagnato discreta fama attraverso il suo lavoro, nel 1652 fu ammesso al Consiglio dei Duecento. Dopo qualche anno, accolse la chiamata come medico della città di Neuchâtel, in cui il sistema sanitario era in cattivo stato a causa di una grande carenza di medici che dovevano necessariamente essere reperiti dall'estero.
Per questa ragione, il consiglio comunale ricevette Bonet con alti onori e nel mese di agosto del 1657, appena un anno dopo il suo arrivo, fu nominato medico personale del principe regnante Enrico II di Orléans-Longueville. Per le mansioni da lui ricoperte a Neuchâtel, Bonet ricevette una paga considerevole per l’epoca: aveva diritto ad un appartamento con giardino annesso, provviste di vino e grano e due batzen per ogni paziente curato. Secondo il giudizio postero di Eduard Conraz, medico ospedaliero locale, Bonet fu il più importante medico di città che Neuchâtel abbia mai accolto.
Bonet lasciò Neuchâtel nell'aprile del 1666 e tornò a Ginevra, a causa dell'ostilità dell'oligarchia locale per le novità da lui apportate alla pratica medica. Da questo momento, iniziarono a comparire i primi problemi di salute: un esordio precoce della perdita dell'udito che in seguito lo condusse alla piena sordità e probabilmente un'idropisia causata da una malattia cardiaca. Secondo quanto riportato dal fascicolo del Consiglio dei Duecento, Bonet morì in modo del tutto inaspettato, presumibilmente a causa di un ictus il 29 marzo 1689. 

### Vita privata
Théophile Bonet sposò Jeanne, figlia dell'allora celebre professore di filosofia Friedrich Spanheim del Palatinato, il quale insegnò teologia all'Accademia di Ginevra e ne divenne rettore nel 1635. Jeanne e Théophile ebbero diversi figli, André, Théophil, Frederic e Louis Frederic, dei quali gli ultimi due divennero noti in ambito diplomatico.

## Opere

### Sepulchretum

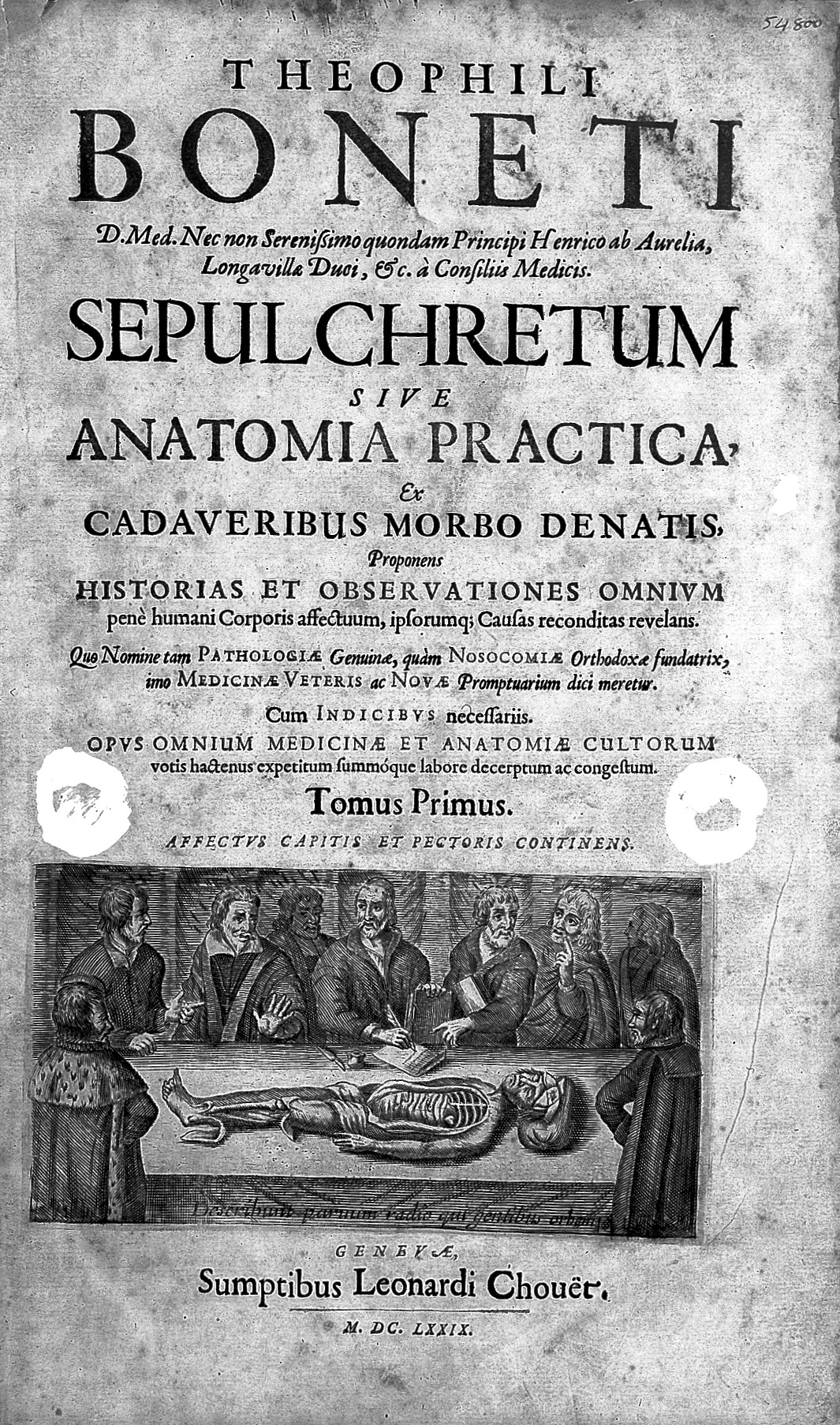
Frontespizio del Sepulchretum, 1679

L’opera “Sepulchretum, sive anatomia pratica ex cadaveribus morbo denatis” di Théophile Bonet venne pubblicata per la prima volta nel 1679 a Ginevra. Successivamente nel 1700, ad 11 anni dalla morte dell’autore, Jean-Jacques Manget pubblicò una seconda edizione, apportando alcune modifiche al testo originale.  Il titolo dell'opera, da tradurre dalla lingua latina come “luogo di sepoltura”, è indice della grafia un po' stravagante e pomposa dell'epoca; il sottotitolo esprime lo scopo, un'indagine su ciò che oggi intendiamo come anatomia patologica. L'opera venne dedicata al duca Friedrich August von Württemberg conte di Montbéliard ed Eberstein che ebbe rapporti con Bonet diverse volte durante i suoi spostamenti a Ginevra in qualità di paziente. La dedica può essere interpretata come un regalo al duca bibliofilo che aveva costruito una delle biblioteche meglio catalogate e ricche di volumi della Germania.
Tra tutte le opere del tempo riguardanti studi anatomici post mortem, l’opera di Bonet occupa una posizione di primaria importanza. Risulta infatti estremamente innovativa, collocandosi in un contesto medico-scientifico come quello della fine del XVII secolo, in cui la massima autorità era ancora Galeno e la teoria umorale ippocratica.
Bonet, nel comporre il Sepulchretum, prese in esame un gran numero di studi, in gran parte derivanti da cartelle cliniche e autopsie dei suoi contemporanei, nonché dalle sue personali osservazioni. Nel libro sono contenuti, infatti, richiami a più di 3000 autopsie e 450 autori, molti dei quali a lungo ignorati. 
Ciò che rende l’opera così stupefacente è la sua organizzazione: in primo luogo, viene fatta una classificazione dei casi clinici in base alla regione del corpo interessata; successivamente si elenca la principale sintomatologia (dolore, morte improvvisa etc.). In un'ulteriore sezione, vi sono alcuni capitoli speciali in cui si parla di sintomatologia alla base di una patologia "esterna" (febbre, ferite, tumori, fratture, lussazioni, malattie articolari, malattie della pelle etc.). L’unico limite risiede nel fatto che Bonet non specificò, per ogni difetto anatomico, la corrispettiva patologia in maniera rigorosa e riconobbe questa mancanza nell'opera, dicendo: "Anche se solitamente mi sembra di dare la derivazione dell'effetto dopo l'apertura del cadavere, le cause dichiarate potrebbero non essere sempre adeguate".
Il Sepulchretum rimase un testo di riferimento della cultura medica a lungo, fino a quando Giovanni Battista Morgagni pubblicò, nel 1761, “De sedibus et causis morbum” che ne prese il posto.  Quest'opera, tuttavia, deve moltissimo proprio alla prima pubblicazione dell'opera di Bonet. Morgagni scrisse infatti:
“Théophile Bonet era un uomo che ha meritato la stima della facoltà di medicina in particolare, e dell'umanità in generale [...] a causa della sua pubblicazione di quei libri che sono intitolati Sepulchretum. [...] Ha riorganizzato tutto questo in un unico corpo compatto; e in tal modo ha prodotto quelle osservazioni che, quando sparse su e giù attraverso gli scritti di innumerevoli autori, erano di poco vantaggio, per diventare estremamente utili quando raccolti insieme e metodicamente disposte.” 

#### Dettagli del Sepulchretum
Il Sepulchretum è strutturato secondo il vecchio schema topografico "a capite ad calcem": il libro I riguarda la testa, il libro II riguarda il torace, il libro III le malattie della cavità addominale, diabete, gonorrea, ernia etc. e il libro IV con febbri, tumori, fratture, gotta etc. Nelle sezioni riguardanti specifici sistemi di organi, i casi clinici dei singoli pazienti sono classificati subito dopo la descrizione dell'organo in cui avviene il processo patologico e del sintomo. In questa raccolta sono analizzati 43 casi le cui caratteristiche possono essere ricondotte al cancro. Tra questi ci sono tumori del cervello, dell'esofago, dei polmoni, dello stomaco, della ghiandola mammaria, dell'intestino, del fegato, del pancreas, dei reni, dell’utero, della cervice uterina, della vescica e della prostata. Sono anche descritti casi compatibili con carcinomatosi addominale da un linfoma primario sconosciuto. Poiché la maggior parte delle autopsie era limitata agli organi clinicamente sospetti, sede della malattia ricercata, non risulta strano che le metastasi siano state spesso perse o non riconosciute. Oltre a queste osservazioni, l'opera contiene numerose riflessioni su tumori benigni e su varie condizioni medico-chirurgiche. A Bonet va riconosciuto il merito di aver coniato nuove terminologie mediche, tra cui “papillomatosi”, “idropisia carcinomatosa” (ascite maligna), “strumatosi” (linfoma) e “carcinoidi” (piccoli carcinomi). 
L'attenzione di Bonet verteva anche sulle differenze tra condizioni fisiologiche e patologiche post mortem, come nel caso dell'osservazione dei polmoni. Infatti, può facilmente determinare la differenza tra le condizioni dell'organo, a seconda se si procede all'autopsia e alla sua analisi immediatamente dopo la morte o un po' di tempo dopo. Molta esperienza e abilità è richiesta per discernere questi cambiamenti post mortem generici da quelli causati da un'eventuale malattia incognita. In merito a questo, Bonet dirà: "Ogni malattia ha la sua peculiarità sul cadavere, dove manca questa peculiarità, non c'è questa malattia", traendo questa frase dall'opera dell'anatomista inglese Francis Glisson "De rachitide".

### Altre opere
La prima opera di Bonet risale al 1668 e si intitola “Pharos Medicorum”. Primo testo riguardante la pratica medica, pone le basi per un altro lavoro più completo: “Mercurius, una guida al medico pratico”, del 1682. “Medicina Septentrionalis Collatitia”, risalente al 1684, riporta inoltre resoconti di medici stranieri del nord Europa, oltre che studi e scoperte della sua epoca, sempre riguardanti la pratica medica.
Nella sua Guida al medico pratico possiamo leggere:
“Lascia che un medico sia dubbioso sulla sua prognosi, a meno che vi siano segni di morte certissimi e infallibili: che sia moderato nelle sue promesse: ma dia sempre speranze piuttosto di salute, che predire morte certa: da quando il paziente viene lasciato dal medico, se viene poi ricoverato (come spesso fa) o per caso o per natura, il Medico incorre nell'Infamia. Ma se dà speranze di salute, e la morte segue, la disgrazia non è così grande; perché potrebbero accadere molte cose, errori, eccessi e alcune nuove malattie e il passaggio dalla salute alla morte è più facile che dalla morte alla salute, questo per il corso della natura è impossibile” [...]
"Frequente cambio di farmaci sostiene l'ignoranza o diffidenza nel medico" [...]
"Non prescriva mai due medicinali contemporaneamente e se ne vada il Paziente alla sua scelta" [...]
"Le visite ai Pazienti non devono essere né troppo frequenti né troppo poche. Per visite troppo frequenti, dove la malattia è dolce, argomenta la mancanza di abilità in un medico, o cupidigia nell'estorsione di denaro. Esitare a visitare gravi malattie è uguale se non peggio; vale a dire o cupidigia o l'ignoranza nella gravità della malattia, o pigrizia” 

## Scritti principali
- Pharos Medicorum (1668)
- Sepulchretum, sive anatomia pratica ex cadaveribus morbo denatis (1679)
- Mercurius, una guida al medico pratico (1682)
- Medicina Septentrionalis Collatitia (1684)